# Bernd Herrmann (Leichtathlet)
Bernhard Erich Herrmann (* 22. November 1951 in Hohenkirchen) ist ein ehemaliger deutscher Leichtathlet, der – für die Bundesrepublik startend – in den 1970er Jahren als 400-Meter-Läufer erfolgreich war. Seine größten Erfolge errang er mit der 4-mal-400-Meter-Staffel: 1976 gewann er Olympiabronze, 1978 wurde er Europameister.

## Erfolge
- 1972: Olympische Spiele: Platz vier mit der 4-mal-400-Meter-Staffel (3:00,9 min)
- 1974: Europameisterschaften: Platz drei im 400-Meter-Lauf (45,78 s). An der 4-mal-400-Meter-Staffel, die Platz zwei belegte, war er im Vorlauf beteiligt, verletzte sich aber danach und konnte im Endlauf nicht starten.
- 1976: Olympische Spiele: Platz drei mit der 4-mal-400-Meter-Staffel (3:01,98 min, zusammen mit Franz-Peter Hofmeister, Lothar Krieg und Harald Schmid; Bernd Herrmann als Schlussläufer); im 400-Meter-Lauf im Halbfinale ausgeschieden
- 1978: Europameisterschaften: Platz eins mit der 4-mal-400-Meter-Staffel (3:02,0 min, zusammen mit Martin Weppler, Franz-Peter Hofmeister und Harald Schmid; Bernd Herrmann als dritter Läufer); 400-Meter-Lauf: Platz sieben

1974, 1975 und 1977 wurde Herrmann Deutscher Meister über 400 Meter sowie 1979 Deutscher Meister im 400-Meter-Hürdenlauf. Außerdem wurde er dreimal Deutscher Hallenmeister über 400 Meter. Mit der 4-mal-400-Meter-Staffel von Bayer 04 Leverkusen wurde er zwischen 1972 und 1981 vielfacher Deutscher Meister.
Bernd Herrmann gehörte dem SV 04 Bayer Leverkusen an. In seiner aktiven Zeit war er 1,93 m groß und wog 81 kg.